# Ask Me Now
Ask Me Now est un standard de jazz daté de 1947 composé par le pianiste américain Thelonious Monk.

## Historique
Monk a enregistré trois fois ce morceau : la première fois le 23 juillet 1951 pour Genius of Modern Music : Vol. 2, puis sur 5 by Monk by 5 (en) en 1959 et Solo Monk en 1965.
Joe Henderson a fait de Ask Me Now un standard dans les années 1980 ; il ajoutait en général une impressionnante cadenza au morceau.
Jon Hendricks a écrit des paroles pour le morceau, renommé How I Wish. Carmen McRae est la première à enregistrer cette version sur son album Carmen Sings Monk en 1990.

## Analyse
Ask Me Now, considéré comme une des plus belles ballades de Monk, tourne autour de ré bémol majeur. La partition n'affiche pourtant aucune clé, la grille explorant de nombreuses autres tonalités,.

## Versions notables
De nombreux musiciens ont enregistré Ask Me Now, :
- Steve Lacy sur Reflections: Steve Lacy Plays Thelonious Monk (en) en 1958
- Tommy Flanagan sur Thelonica en 1983
- Joe Henderson sur The State Of The Tenor - Live At The Village Vanguard Vol. 1 en 1986
- Anthony Braxton sur Six Monk's Compositions en 1988
- Archie Shepp sur I Didn't Know About You en 1991
- Kenny Barron sur Lemuria-Seascape en 1991
- McCoy Tyner sur New York Reunion en 1991
- Abdullah Ibrahim sur Knysna Blue en 1994
- Archie Shepp et Éric Le Lann sur Live in Paris en 1996
- Éric Löhrer sur Evidence en 1997
- Fred Hersch sur Thelonious - Fred Hersch Plays Thelonious Monk en 1998
- Laurent Coq sur Versatile en 1999
- Stefano Battaglia sur The Book of Jazz Volume One en 2000
- Pierrick Pédron sur Kubic's Monk en 2012
- Ben Wendel et Dan Tepfer sur Small Constructions en 2013
- Jonathan Batiste sur Jazz Is Now en 2013
- Pierre Christophe et Alain Jean-Marie sur At Barloyd's en 2018